# Allan Nielsen
 For alternative betydninger, se Allan Nielsen (flertydig). (Se også artikler, som begynder med Allan Nielsen)
Allan Nielsen (født 13. marts 1971) er en tidligere professionel fodboldspiller fra Danmark.
Nielsen opnåede at spille 44 A-landskampe for Danmarks fodboldlandshold og scorede 7 mål. Han blev i 1996 kåret til Årets Fodboldspiller i Danmark.
Allan Nielsen sluttede sin karriere som spillende træner i Herfølge Boldklub sammen med Michael Schjønberg. Efter klubbens nedrykning til 1. division blev de to trænere fyrede og Allan Nielsen opgav midlertidigt trænerkarrieren.
Gennem en periode var han medejer af den nu lukkede sushi-restaurant Hatoba på Islands Brygge i København.
I dag er Allan Nielsen ansat som træner på Birkerød Sports College.
I 2010 medvirker han i Vild med dans på TV 2.
I dag bor han i Dubai sammen med sin søn Louis, sin datter Lilly og kone Tina Lund.

## Kluboversigt
- Esbjerg fB
- FC Sion
- OB
- Tottenham Hotspur
- Wolverhampton Wanderers
- Watford FC
- Herfølge Boldklub
- FC Bayern Munchen
- Brøndby IF
- FC København

## Privat
Lørdag d. 20. august 2011 blev Allan gift med springrytteren Tina Lund. 